# Isabella Eigner
Isabella Eigner ist eine deutsche Journalistin. Sie ist Chefredakteurin der Zeitschrift Stiftung Warentest (früher test) sowie der Zeitschrift Stiftung Warentest Finanzen (früher FINANZtest) der Stiftung Warentest.
Seit dem 8. Februar 2021 ist sie Nachfolgerin von Anita Stocker.

## Werdegang
Nach dem Abitur volontierte Isabella Eigner von 1993 bis 1995 in der Lokalredaktion des Straubinger Tagblatts. Danach studierte Eigner in Bamberg Germanistik mit Schwerpunkt Journalistik auf Diplom und war ein Studienjahr in Rom. Die Semesterferien nutze Eigner für verschiedene Praktika zum Beispiel bei Amnesty International in Bonn oder bei der Rhein-Main-Zeitung der FAZ. Im Anschluss an ihr Studium arbeitete Eigner für ein halbes Jahr in der Pressestelle von Amnesty International in Berlin.
Ihre Karriere bei der Stiftung Warentest begann Isabella Eigner im Januar 2002 als Redakteurin zur Ausbildung bei der Zeitschrift test. Später arbeitete Eigner als Redakteurin und Ressortleiterin. Im Jahr 2011 wurde sie journalistische Leiterin für das Team Ernährung, Kosmetik und Gesundheit.
Als Chefredakteurin von Stiftung Warentest (früher test) führt Isabella Eigner eine Redaktion mit 45 Mitarbeitenden in den Bereichen Print und Online. Sie ist verantwortlich für die Zeitschrift test mit einer Auflage von 350.000 monatlich verkauften Exemplaren (Stand Anfang 2021).
Seit 2025 ist Isabella Eigner auch Chefredakteurin der Zeitschrift Stiftung Warentest Finanzen.

## Persönliches
Isabella Eigner ist 47 Jahre (Stand Februar 2021), verheiratet und hat eine Tochter. Eigner – „mit Wurzeln in Bayern“ (Straubing) – lebt mit ihrer Familie in Berlin.